# Arte dei Legnaioli
L'Arte dei Legnaioli è stata una delle Arti Minori delle corporazioni di arti e mestieri di Firenze.

## Storia
Il più antico registro di matricole pervenutoci dell'Arte risale al 1280. La prima sede di riunione, documentata dal 1301 nel primo statuto dell'Arte, fu il chiostro di Santo Stefano al Ponte in cui si riunivano anche i chiavaioli, i ferraioli, i calzolai e i fornai, ma pochi anni dopo (dal 1306) i spostarono preso la chiesa di Santa Cecilia. Infine ebbero una loro residenza nel chiasso dei Baroncelli, dietro la loggia della Signoria, che venne inglobata poi nel complesso degli Uffizi. 
Nel 1534 L'arte dei Lagnaioli entrò a far parte dell'Università dei Fabbricanti e venne definitivamente soppressa da Pietro Leopoldo di Lorena nel 1770.

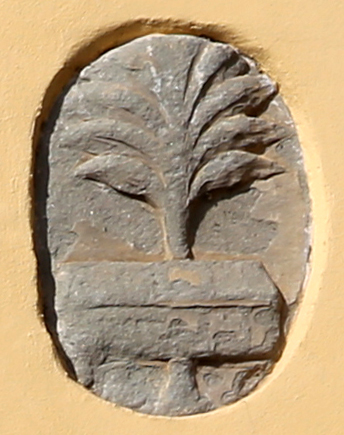
Stemma dei Legnaioli in una casa di piazza Mentana, già piazza delle Travi

## Organizzazione interna
L'arte comprendeva tutti gli artigiani del legno, falegnami, segatori (che trasformavano i tronchi in travi) e trasportatori di legname (dal 1299), oltre ai produttori di svariati tipi di mobilio, quali cassettai, cofanai, stipettai, pittori di cassoni e di mobili, scodellai (produttori di contenitori) e bastai (produttori delle rozze selle di legno per le bestie da soma); inoltre vi erano associati i produttori di botti, barili, tini e caratelli per il vino, e di stai contenere e misurare le granaglie. Erano esclusi i "maestri di legname" che producevano capriate, ponteggi e altre strutture per l'edilizia e l'architettura, associati invece ai Maestri di Pietra e Legname. 
I membri eleggevano quattro consoli, con una certa preminenza dei cofanai di piazza San Giovanni. 
Gli statuti imponevano precise regole per la produzione dei mobili, delle porte, degli sportelli di bottega e degli scuretti, ad esempio facendo utilizzare assi dello stesso tipo di legname, per evitare i diversi movimenti della grana che portavano a spaccature.

## Membri illustri

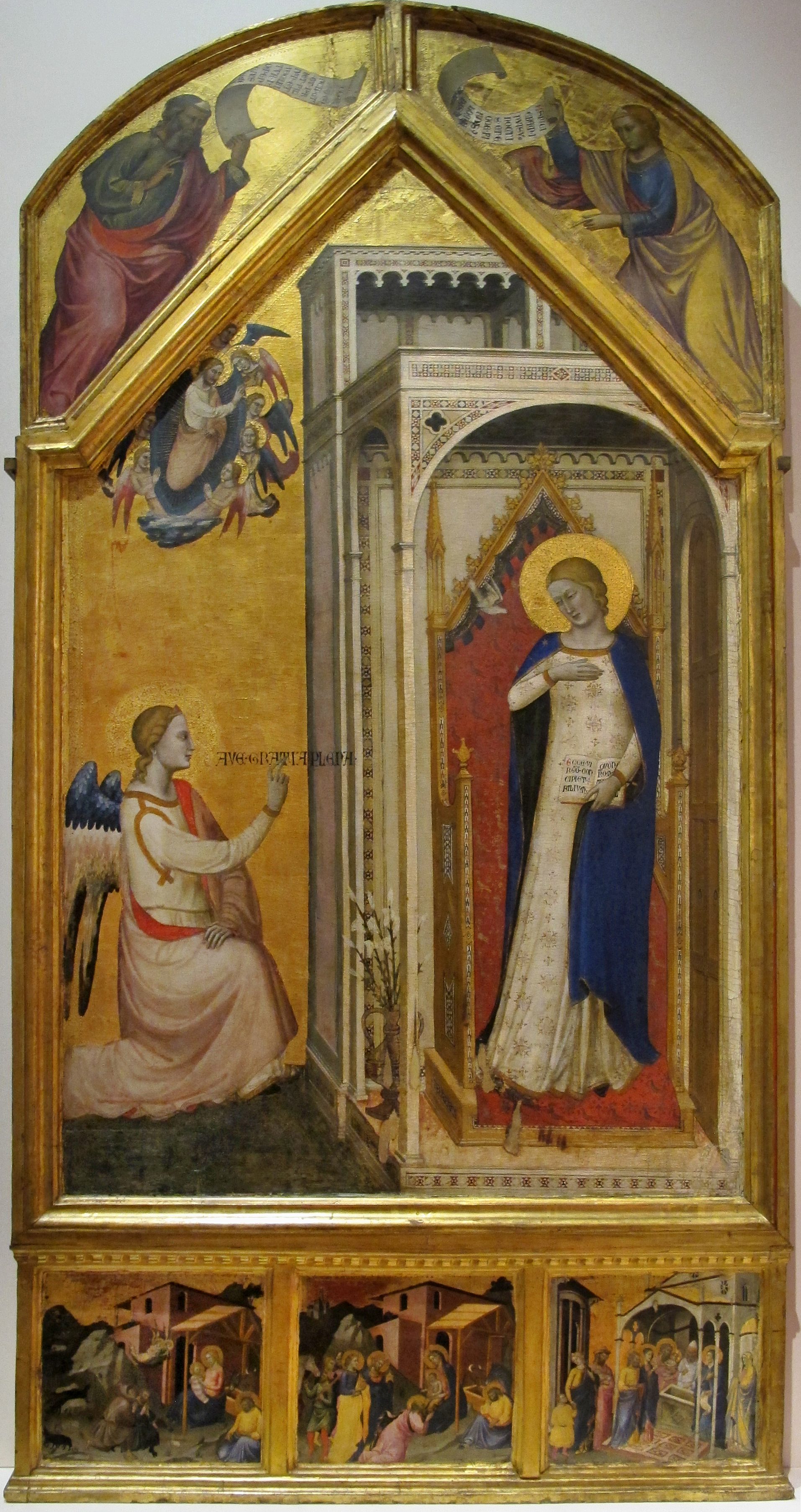
Annunciazione dei Legnaioli, Galleria dell'Accademia, Firenze

Un membro noto letterariamente fu Grasso legnaiolo, protagonista di una novella assieme al celebre architetto Filippo Brunelleschi. 
Vari gruppi di legnaioli hanno lasciato traccia nella toponomastica del centro cittadino. Un tratto dell'attuale via Tornabuoni ad esempio era chiamato via Larga de' Legnaioli, e altre vie dei legnaioli si trovavano piazza degli Agli o vicino alla chiesa di San Tommaso in Mercato Vecchio. Piazza Mentana era detta piazza delle Travi, perché qui venivano raccolti i tronchi trasportati galleggiando sull'Arno dai boschi nei dintorni di Firenze e fin dal Mugello e dal Casentino.

## Patronati
La corporazione scelse santo Stefano come proprio protettore, anche perché la prima sede di riunione era stata la chiesa di Santo Stefano al Ponte. Inoltre erano devori a Maria Vergine, festeggiando in particolare la festa dell'Annunciazione il 25 marzo, che coincideva col capodanno fiorentino. 
In Orsanmichele non ebbe una nicchia esterna, ma decorò un pilastro interno con l'Annunciazione di scuola fiorentina (1350-55 circa) a cui aggiunse una predella con la Natività di Mariotto di Nardo (1402 circa), opere oggi alla Galleria dell'Accademia. Qualche anno dopo, verso il 1403, fece anche affrescare un'Annunciazione da Niccolò Gerini.